# كولكني (مقاطعة درة شهر)
كولكني (بالفارسية: کولکنی) هي قرية تقع في إيران في قسم كولكني الريفي. يقدر عدد سكانها بـ 19 نسمة بحسب إحصاء 2016.